# Gheorghe Dima
Gheorghe Dima, egyes forrásokban George Dima  (Bolgárszeg, 1847. szeptember 28. / október 10. – Kolozsvár, 1925. június 4.) román zeneszerző, karmester és pedagógus, a Román Akadémia tiszteleti tagja.

## Gyermekkora és tanulmányai
Nicolea (sic!) és Zoe Dima négy gyermeke közül a legkisebbként született. Apját korán elvesztette. Öccse, Pandeli segítségével a fiatal Gheorghe műszaki iskolákban tanult, először a bécsi reáliskolában, majd a karlsruhei műszaki főiskolán. 
Ebben az időszakban mutatkozott meg először a zene iránti érdeklődése. Először énekórákat vett  Heinrich Giehnától, majd Bécsben Otto Uffmanntól. Elhatározván, hogy életét a zenének szenteli, Grazba költözött, ahol Ferdinand Thieriot irányítása alatt tanult. 1872–1874 között a lipcsei konzervatórium diákja volt.

## Pályafutása
Fiatal korában Klagenfurt és Zürich operáiban énekelt. 1874-ben visszatért szülővárosába, ahol zenetanárként és karmesterként tevékenykedett. 1875-ben megnősült, felesége Maria Florian lett. Két gyermekük született, ám 1878-ban mindketten meghaltak és rövidesen anyjuk is elhunyt. Dima elhagyta Brassót, és Lipcsében folytatta zenei tanulmányait: zongorát, zeneszerzést, éneket és zenetörténetet tanult. A konzervatórium elvégzése után több koncertet adott Bukarestben és az erdélyi nagyvárosokban. Nagyszebenben Ádám szerepét adta elő Haydn: A Teremtés című oratóriumából, olyan sikerrel, hogy felajánlották neki a város Román Zenei Egyletének vezetését.
1881. május 1-jétől Nagyszebenben telepedett le, és az ortodox katedrális karmestereként, illetve az ortodox teológiai szemináriumnak és az ASTRA lányiskolájának zenetanáraként dolgozott. Kinevezték a Hermannstädter Mannergesang Verein karmesterévé is. Műveinek többségét itt alkotta, és mintegy húsz éven át a város zenei életének meghatározó alakjává vált. 1884-ben feleségül vette Maria Bologát, Iacob Bologa politikus lányát, aki fő segítője lett művészeti munkájában. Két fiuk és három lányuk született; az egyik fiú németországi tanulmányai idején öngyilkos lett, a másikat betegség vitte el.
A brassóiak állhatatos hívására 1899-ben visszatért szülővárosába, ahol a zeneiskola igazgatója lett, emellett a bolgárszegi Szent Miklós-templom kórusát vezette. Az első világháború alatt először Romániába menekült, utóbb 17 hónapot a brassói, marosvásárhelyi és kolozsvári börtönökben töltött kollaborálás vádjával. Fogsága alatt több vallásos tárgyú művet komponált. 1919-ben ő lett a kolozsvári román konzervatórium első igazgatója. 

## Emlékezete
Nevét viseli a kolozsvári Zeneakadémia, amelynek első igazgatója volt, valamint a Brassói filharmonikus zenekar. A brassói Casa Mureșenilor múzeumban egy szobát rendeztek be emlékére. Kolozsváron, Brassóban és Nagyszebenben utcát, Bolgárszegen közparkot neveztek el róla.

## Művei

### Dalok
- A venit un lup din crâng (George Coșbuc verse); 1904. október 16.
- De ce nu-mi vii? (Mihai Eminescu verse)
- Peste vârfuri (Mihai Eminescu verse); bemutató: 1897, Nagyszeben.
- Somnoroase păsărele (Mihai Eminescu verse); 1896. október 31.

### Kórusművek

#### Férfikarra
- Hai în horă... (Vasile Alecsandri verse); bemutató: 1884, Nagyszeben.

#### Vegyeskarra
- Două inimi nu-mi dau pace (népdalszöveg)
- Hora (Vasile Alecsandri verse)
- Primăvara (Vasile Alecsandri verse)
- Ziua ninge (Vasile Alecsandri Iarna című verse)

### Kantáták
- Muma lui Ștefan cel Mare (Dimitrie Bolintineanu verse)

### Népdalfeldolgozások

#### Énekhangra és zongorára
- Hop, țurcă, furcă!
- Jelui-m-aș și n-am cui...
- Mândruliță de demult; bemutató: 1895, Nagyszeben
- Sub fereastra mândrei mele
- Știi tu, mândro?

#### Férfikarra
- Cucule cu peana sură [sic!]
- În zadar alerg pământul
- Scumpă, dragă copiliță
- Toată iarna ger și frig

#### Vegyeskarra
- Ce faci Ioană?; bemutató: 1894, Nagyszeben
- Cucuruz cu frunza-n sus
- Hei, leliță din cel sat...
- Anika dela moară[sic!] (szlovák népdal)
- Cărăușul (szlovák népdal)
- Nu m-ar arde dorul (szlovák népdal)
- O, ce veste minunată!(wd) (1888)[2]

## Fordítás
Ez a szócikk részben vagy egészben  a   Gheorghe Dima című román Wikipédia-szócikk ezen változatának fordításán alapul.  Az eredeti cikk szerkesztőit annak laptörténete sorolja fel. Ez a jelzés csupán a megfogalmazás eredetét és a szerzői jogokat jelzi, nem szolgál a cikkben szereplő információk forrásmegjelöléseként.